# ドラえもんのひみつ道具 (はあ-はと)
ドラえもんのひみつ道具 (はあ-はと) では、藤子・F・不二雄の漫画『ドラえもん』、『大長編ドラえもん』(VOL.1〜17)、藤子・F・不二雄のその他の著作に登場するひみつ道具のうち 、読みが「はあ」で始まるものから「はと」で始まるものを列挙する。

## バードキャップ
バードキャップは、「バードキャップ」（てんとう虫コミックススペシャル『ドラえもんカラー作品集』第1巻に収録）に登場する。
鳥類の頭部があしらわれた帽子。かぶると手をはばたかせて空を飛べるようになる。種類はハト・スズメ・ハクチョウなど様々だが、中にはニワトリやダチョウなど飛べない鳥のキャップもある。被ったキャップごとにその鳥の特徴も自分の体に反映されるようになっている。
原作・アニメで使用したキャップは以下の通り。
ハト
空を飛ぶ事が出来る。人間サイズだが、ドラえもんの頭には入った。
ニワトリ
空を飛ぶ事が出来ない。
スズメ
空を飛ぶ事が出来るが、テレビアニメ第2作第2期では長距離で飛ぶ事が出来ない。
ハクチョウ
空を飛ぶ事が出来るが、野生の白鳥と共に群れで行動する習性があり、テレビアニメ第2作第2期ではこのキャップをかぶった静香が野生の白鳥と共に北に向かって飛んで行ってしまった。
ミミズク、フクロウ
空を飛ぶ事が出来るが、昼間は眠ったままである為、上手く飛ぶ事が出来ない。
カワセミ
空を飛ぶ事が出来るが、勝手に水に飛び込んで口で魚を獲らされる。
キツツキ
空を飛ぶ事が出来るが、キツツキの嘴で木を突く。動きは高速である為、体力が消耗する。
オウム
自分の意思に関係なく、一番近くにいる者が言った事を喋ってしまう。
オオワシ
空を飛ぶ際、羽ばたかなくても飛ぶ事が出来る。このキャップだけ2つある。
類似したひみつ道具に「ワンニャンごっこつけ耳」「動物ごっこ帽子」などがある。
バードキャップ新型
『のび太と翼の勇者たち』に登場した新型。前述の特徴に加えて背中から翼が生え、翼で羽ばたいて空を飛べるようになった。ただし、ペンギンなどのキャップは飛べない。アホウドリのキャップは飛行するには走ってから飛ぶ必要がある。

## バイオ植木カン
バイオ植木カン（バイオうえきカン）は、「食べて歌ってバイオ花見」（てんとう虫コミックス第43巻に収録）に登場する。
植物のクローンを作り出すひみつ道具。葉でも花びら一枚でも、この缶の中に草木の一部を入れると、たちまち成木になる。シーズンダイヤルを調節して季節ごとの木の姿に変えることもでき、たとえば桜の枯れ木を春にして桜満開にすることもできる。サイズは自在に調節でき、原寸大はもちろん、縮小コピーにして部屋の中で大木の姿を楽しむこともできる。キャンセルボタンを押すとクローン前の元の姿に戻る。

## はいどうたづな
はいどうたづなは、「はいどうたづな」（てんとう虫コミックス第12巻に収録）に登場する。
この手綱をつけると、たとえイヌでもネコでもウマと同じパワーが出て、ウマのように背に乗ることができる。ただし本来の性質が多少残っているので、ネコであれば木に登ったり、気性の荒い野良犬であれば暴れ馬のようになったりする。使用はドラえもんに対しても有効。
口にくわえるウマ指令バーは磁波を放出し、その刺激により対象の動物をウマの習性に変える。音声転換装置により、鳴き声はウマの声に変わる。
手綱に内蔵された生体制御マイコンが、ウマと同じ動きをするようコントロールする。
カタログ番号：S-06、商品番号：SO506-K、価格：43000円。
テレビアニメ第2作第1期「イス馬でハイドー」（1993年10月22日放送、ビデオソフト未収録）では「ハイドーたづなとドードーしっぽ」が登場する。イスを馬に見立て、この手綱としっぽをつけると、イスがウマのようにいななき、動くようになる。

## バイバイン
バイバインは、「バイバイン」（てんとう虫コミックス第17巻に収録）に登場する。
液状の薬品。任意の物体に1滴振り掛けると、5分ごとにその物体が2倍の数に増える。食べ物の場合、食べてしまえばそれ以上増えない。倍々に増えていくため、30分で 64 個 (26) 、1時間で 4,096 個 (212) 、2時間で 16,777,216 個 (224) と莫大な量の物質が生成される。さらに15分経過すると2^(12+12+3)＝(227)＝134,217,728で1億個を超す。
作中でドラえもんとのび太はこの道具を使い、栗まんじゅうを増殖したが、増殖しすぎて食べきれなくなり、宇宙の彼方に廃棄した。
テレビアニメ第2作第1期「バイバイン」（1979年12月26日放送）、および映画『のび太の新魔界大冒険 〜7人の魔法使い〜』では、宇宙に無数の栗まんじゅうが漂っている場面が描かれている。
テレビアニメ第2作第2期「バイバイン」（2008年7月25日放送）では、宇宙に飛ばした後も縁の下に1個残っていたが、その後どうなったのかは不明。テレビアニメ第2作第2期で、再度放送された「バイバイン」(2017年10月13日放送)では、宇宙で一度分裂するところまで描かれている。
なお、増えるままに放置された栗まんじゅうがどうなるかは、ネットなどでもたびたび話題になっており、いくつかの試算も行なわれている。
『ドラえもんのなんでもチャレンジ!』（三谷幸弘作）ではバイバインのききめをなくす薬が登場する。

## 配役いれかえビデオ
配役いれかえビデオ（はいやくいれかえビデオ）は、「ぼくよりダメなやつがきた」（てんとう虫コミックス第23巻に収録）に登場する。
周りの人の行動をビデオに録画し、その録画中の人物を別の人物にすり替えて見ることができる。作中では、のび太よりダメな転校生の多目に対するのび太の行動を録画し、のび太をスネ夫に、多目をのび太にすり替えて見せることでドラえもんがのび太に反省をうながすのに使われた。

## 入りこみ鏡
入りこみ鏡（はいりこみかがみ）は、「鏡の中の世界」（てんとう虫コミックス第33巻に収録）、『のび太と鉄人兵団』に登場する。
鏡の中の世界に入り込むことのできるひみつ道具。この鏡の端についているボタンを押し、鏡面に飛び込むことで鏡面世界へ行ける。鏡の中は左右が逆なだけで、こちらの世界とまったく同じ。人間や動物が誰もいない上、その世界の物に何をしようと、何を壊そうと、鏡の外の世界に存在する物体には一切影響がない。いわば自分だけの世界ができたことになり、家でも物でも乗り物でも、思いのままに自由に使うことができる。人間や動物のいない理由については、ドラえもん曰く「説明すると長くなる」ため、省かれた。なお、その一方で鏡面世界でも植物は存在しており、また動物由来の製品（食肉など）も存在している。
鏡の中で「入りこみ鏡」のボタンを押すと、こちらの世界に置かれていた鏡は消え、別の場所に鏡を持っていってボタンを押すと、またこちらの世界のその場所に鏡が出現する。この機能を使い、ある場所から別の場所へと、抜け穴をくぐるように誰にも見られることなく移動することもできる。
鏡の中の世界は一種の異次元であるらしく、こちらの世界との間を「どこでもドア」などで行き来することはできない。
鏡が割れても一応は機能が損なわれることはないが、鏡面の面積が小さくなる分、大きな物は鏡面をくぐれなくなる。作中ではのび太としずかが鏡面に入り込んだ後、鏡を割ってしまって戻れなくなるが、「スモールライト」で小さくなることで鏡の破片を通じて元の世界へ戻ることができた。
ごく普通の鏡や水面にこの「入りこみ鏡」と同様の機能を持たせるひみつ道具として「逆世界入りこみオイル」がある。
なお、『のび太と鉄人兵団』の原作漫画では「入りこみ鏡」であるところを、映画では「入りこみミラー」（はいりこみミラー。表記は「映画ドラえもん25周年」公式サイト にて確認）としている。それに乗じ、「入りこみミラーII」（藤子・F・不二雄大全集第16巻に収録）では、本道具を指して「入りこみミラー」と呼称している。

## 入りこみミラーII
入りこみミラーII（はいりこみミラーツー）は、「入りこみミラーII」（『小学四年生』1988年6月号に掲載、藤子・F・不二雄大全集第16巻に収録）に登場する。
「入りこみ鏡（入り込みミラー）」の一種。「入りこみ鏡」と形状は似ているが、鏡に枠がついており、ボタンも下側に2つ存在する。鏡面世界に入ることができるという点は「入りこみ鏡」と同じだが、鏡面世界での行動が現実世界にも反映されるという特徴を持つ。使用方法によれば非常に画期的といえるが、物を破壊してしまえば現実世界でも同じものが壊れてしまう（例えば鏡面世界で車を運転して交通事故を起こし、車や塀に傷でもつければ、現実世界でもそうなる）ために隠密性などは格段に劣っている。なお、鏡面世界で普通に文字を書いた場合、現実世界では鏡文字で書かれている。
性能の似た道具に「出入りかがみ」があるが、こちらは現実世界で動いているものは鏡の世界でも動いているという違いがある。

## ハイレールペーパー
ハイレールペーパーは、「ハイレールペーパー」（てんとう虫コミックススペシャル『ドラえもんカラー作品集』第2巻に収録）に登場する。
この紙に絵を描くと、その絵の世界に自由に出入りしたり、絵の中の物に触れたりすることができる。人が中に入った後で、その絵に物を描き足すこともできる。描いた絵を消すための黒板消しのようなひみつ道具も付属する。
なお、絵の世界で描いたものは描いた人物の絵の上手さによって動物の性格や料理の味が反映されており、下手な人物が描いた場合は動物の性格が悪くなり、料理もまずい味になる。

## ハウスロボット
ハウスロボットは、「家がロボットになった」（てんとう虫コミックス第17巻に収録）に登場する。
片手で持てる大きさの家を象った機械。家の真ん中に設置すると家自身が意思を持ったロボットとなり、ロボットとなった家は家具などを宙に浮かせて動かすことができる。またテレビの画面を通じて意思を表示する。家は、家具や家電を動かすこともでき、たとえばストーブを焚いたり、音楽を流してくれたりしてくれる。押し売りなどを追い出すセキュリティ機能も兼ね備えている。また家は意思を持つため、家を蔑む発言（「ボロ家」など）をすると、家が怒ってその人物を外に締め出してしまう。テレビアニメ第2作第2期の2010年放送分ではジャイアンが「ボロ家」と発言して外に締め出されたが、後に家と和解した、という結末になっているが、2021年放送分ではジャイアンが「ボロ家」と発言して外に締め出されて家に付いてあるホースがジャイアンを水で追い出した結末となった。
テレビアニメ第2作第2期の2021年1月30日放送分では家の真ん中ではなくテーブルに設置するだけでもロボットになる事が可能で、ハウスロボット自体が表情をとり、喋るという設定になっている。

## 拍手水ましマイク
拍手水ましマイク（はくしゅみずましマイク）は、「ふつうの男の子にもどらない」（てんとう虫コミックス第40巻に収録）に登場する。
このマイクを側に置いて大勢で拍手したとき、その拍手の大きさ、盛り上げ方を操作できる。ものすごく盛り上げることもできれば、お世辞並みのぱらぱらとした拍手にすることもできる。操作はマイクについているボタン（マイナス、プラス）で操作する。

## 白状ガス
白状ガス（はくじょうガス）は、「世界平和安全協会」（藤子・F・不二雄大全集第2巻に収録）に登場する。
スプレー缶に入ったガス。これを吹き付けられた人は、どんなに秘密にしていたことでもペラペラしゃべって白状してしまう。「ショージキデンパ」と用途が近い。

## ばくはつこしょう
ばくはつこしょうは、「ばくはつこしょう」（てんとう虫コミックス『ドラえもんプラス』第3巻に収録）に登場する。
行きたい場所を言いながらこのこしょうを誰かに振りかけると、かけられた相手が物凄く大きなくしゃみをし、こしょうを使った者はくしゃみの風圧で目当ての場所まで飛んで行くことができる。ただしくしゃみをさせられた側は迷惑を被る。また、猫などの小動物にも有効だが、風圧が弱いため目的地に届かない場合もある。行き先を言わずにこのひみつ道具を使うと、ひたすら空を飛び回ることになる。

## 化けよけスプレー
化けよけスプレー（ばけよけスプレー）は、「お化けツヅラ」（てんとう虫コミックス『ドラえもんプラス』第3巻に収録）に登場する。
このスプレーを自分の体にかけると、「お化けツヅラ」のお化けに襲われなくなる。ただし、ある程度時間が経つとスプレーの効力は消える。

## 箱入りかがみ
箱入りかがみ（はこいりかがみ）は、「かがみのない世界」（てんとう虫コミックス第27巻に収録）に登場する。
もしもボックスで鏡のない世界にした際、自分の顔を見たことのない人々に鏡で自分の顔を見せるとどんな反応を示すか確かめるために出したもので、実世界では何の変哲もないただの鏡である。目測2メートルほどの大きさの箱の中に鏡が仕掛けられており、箱の扉を開くと鏡に映った自分の姿が見える。
作中で試したところ、自分の姿の評価は以下の通り。
- ジャイアン「ゴリラのような生意気な男」
- スネ夫「狐のようなずるくて感じの悪い奴」
- しずか「可愛い女の子」
- 通行人「10年前家出した双子の兄」
- 警官「人相の悪いニセ警官」

同様の道具に「逆転カガミ」がある。こちらも通常の世界では、ただの鏡である。

## 箱庭シリーズ
箱庭シリーズ（はこにわシリーズ）は、「箱庭で松たけがり」（てんとう虫コミックス第38巻に収録）に登場する。
卓上に置けるサイズの山を模した箱庭で、スモールライトで小さくなって山遊びをするのに用いる。下のようにさまざまな種類がある。自分が元の大きさに戻ると、収穫したものも同じように大きくなる。
急流山（夏季）
魚釣りを楽しむ山。作中ではのび助がイワナ釣りで使用した。
使用時は、前もって「瞬間成長ミニチュアけい流魚のタマゴ」で魚を泳がせておく必要がある。テレビアニメ第2作第2期では、赤松山やアマゾン川に元からミニチュアサイズの生物がいたことを考慮すると、元々の使い方は、渓流釣り用ではない可能性もある。
岩山（春夏季）
ロッククライミング練習用の山。作品中では解説のみ。
ゲレンデ山（冬季）
スキー用の山。作品中では解説のみ。初期に登場する「はこ庭のスキー場」とは同じ目的だが別の道具。
ハイキング山（春季）
お子さま用の山。作品中では解説のみ。
遭難山（秋冬季）
スリルいっぱいの山。この遭難山と同一かどうかは不明だが、「そう難ごっこの山」という道具もある（てんとう虫コミックス第45巻に収録「四次元くずかご」。この時はのび太が「四次元くずかご」や中の廃棄道具を無断使用したため、ドラえもんはお仕置きとしてこの山にのび太を放置した）。
テレビアニメ第2作第2期では「サバイバルの山」という名称になっている。
赤松山（秋季）
マツタケ狩り用の山。使用時は、マツタケの菌糸を撒いておき、適当な日光と雨水を与えれば10分ほどでマツタケが生える。作中ではドラえもん、のび太、しずかが使用した（テレビアニメ第2作第1期のみジャイアンも参加）。
テレビアニメ第2作第2期では猪が生息していた。
アマゾン川
テレビアニメ第2作第2期「絶景！箱庭ソーメン流し」(2018年7月27日放送)に登場する。「箱庭シリーズ アマゾン川」として紹介された。
のび太がソーメン流しの特訓をするために使用。ヘビやワニもいる。
ザンベジ川
テレビアニメ第2作第2期「絶景！箱庭ソーメン流し」(2018年7月27日放送)に登場する。「箱庭シリーズ ザンベジ川」として紹介された。
のび太がソーメン流しの特訓をするために使用。
ナイアガラの滝
テレビアニメ第2作第2期「絶景！箱庭ソーメン流し」(2018年7月27日放送)に登場する。「箱庭シリーズ ナイアガラの滝」として紹介された。
のび太がソーメン流しの特訓をするために使用。

## はこ庭のスキー場
はこ庭のスキー場（はこにわスキーじょう）は、「はこ庭スキー場」（てんとう虫コミックス第6巻に収録）に登場する。
箱庭で作るミニチュアのスキー場。自分の好きなように組み立てて（上記の箱庭シリーズと違い何畳分かの面積が必要）、付属の降雪機で人工雪を積もらせれば、オリジナルのゲレンデが完成する。付属品「スモールスプレー」を使うと人の体が小さくなり、実際にスキーを楽しむことができる。リフトやロッジも備えた本格派。オプションとして、虹を出す懐中電灯を使用してムードを出す他、吹雪を起こす機械も備えている。
降雪機は作中では名称不明。百科本では「降雪機」 や「人工降雪機」 としている。
カタログ番号：S-08、商品番号SO702-E、価格：（Aタイプ）260000円、（Bタイプ）320000円。

### スモールスプレー
スモールスプレーは、「はこ庭スキー場」（てんとう虫コミックス第6巻に収録）に登場する。
「はこ庭のスキー場」の付属品。作中では名称不明。百科本では「人体縮小ガス」あるいは「スモールスプレー」 としている。
スモールスプレー
細胞縮小エキスを配合したガスを噴出する。人間を小さくすることができるが、副作用でしばらく眠ってしまう。
人体縮小ガス
内部は睡眠ガスタンクと縮小ガスタンクの2層式。ガスを吹き付けた者は小さくなると同時に、しばらく眠ってしまう。

## 箱庭フレーム
箱庭フレーム（はこにわフレーム）は、「箱庭フレーム」（てんとう虫コミックススペシャル『ドラえもんカラー作品集』第2巻に収録）に登場する。
好きな場所の箱庭を作り出す機械。地図の好きな場所に線を引いて囲み、その上にこの箱庭フレームを置くと、フレームの中に本物そっくりの箱庭ができ上がり、「ガリバートンネル」などで小さくなることで、箱庭の中で遊ぶことができる。

## はこび矢
はこび矢（はこびや）は、「弓やで学校へ」（てんとう虫コミックス第13巻に収録）へ登場する。
弓矢と的のセットで、矢と的はさまざまな色のものがある。矢はひもがついており、これを自分の体に繋いで弓で空めがけて撃つと、同じ色の的のところへ飛んでいける。あらかじめあちこちの行き先に的をしかけておけば、色を選ぶことでどこへでも飛んでいくことができる。一人分だが、二人以上の場合は矢の装備者にしがみつく事でその人物も的のところに行ける（二人以上で飛んでも、スピードは変わらない模様）。
原作では矢と的は赤、青、黄、緑の4種類だけだったが、テレビアニメ第2作第2期では黒と紫も登場している。
作中ではこのひみつ道具の名称は不明で、「はこび矢」という名称の初出は「ドラえもん大事典」（てんとう虫コミックス第11巻に収録）。
『ドラえもん全百科（ドラえもんオールひゃっか）』を初めとするひみつ道具の事典では一様に名称を「どこでも行ける矢」としている。

## ハジメテン
ハジメテンは、「思い出せ! あの日の感動」（てんとう虫コミックス第29巻に収録）に登場する。
「HAJIMETEN」と書かれたビンに入っている粒状の薬で、これを飲むと何でも初めてのような感動を受けることができる。世の中のものにマンネリを感じたようなときに、物事を新鮮に捉えるために使う。有効時間は不明だが、テレビアニメ第2作第2期では効き目は1日続くとされている。
はじめてポン
テレビアニメ第2作第2期「思い出せ! あの日の感動」（2005年4月15日放送『ついに登場!! あっ、ドラえもんだ!春満開パワーアップ60分スペシャル』内）に登場。背中に初心者マークのスタンプを押されると、体験したものを初めて味わったかのような感動を受ける道具。

## バショー扇
バショー扇（バショーせん）は、「バショー扇の使いみち」（てんとう虫コミックス第38巻に収録）に登場する。
どんな種類の風でもだすことのできる扇。握りの部分のダイヤルで風の吹き続ける時間、マイクで香りなどの風の種類、扇の振り方で風向きや強さを自在に操ることができる。作中ではドラえもんのミスでのび太の家の中が暴風に包まれて進入不能となった。
テレビアニメ第2作第1期「バショーおうぎ」（「バショー扇の使いみち」のアニメ化作品。1985年10月11日放送、ビデオ『21世紀テレビ文庫 テレビ版ドラえもん』10巻に収録）では「バショーおうぎ」と呼んでいる。
由来は『西遊記』に登場する羅刹女（鉄扇公主）の持つ「芭蕉扇」。『ドラえもん のび太のパラレル西遊記』では、ひみつ道具「ヒーローマシン」から現れた羅刹女が「芭蕉扇」を使用するが、この道具と同じものかは不明となっている。

## パズル貯金箱
パズル貯金箱（パズルちょきんばこ）は、「人間貯金箱製造機」（てんとう虫コミックス第40巻に収録）に登場する。
貯金箱の一種。ただし、貯金した人間が意志薄弱で、ついつい使用してしまうことを防止するための機能がある。この貯金箱は複雑な立体パズルになっており、正しい手順で完成させない限りお金が引き出せない。これが抑止力となる。

## 畑のレストラン
畑のレストラン（はたけのレストラン）は、『のび太の日本誕生』に登場する。
缶詰に入った種を畑に植えると、1日とかからずに丸々としたダイコン状に育ち、それを2つに割ると中にできたての温かな料理が入っている。
種類はドラ焼き・カツ丼・ビーフカレー・スパゲッティ・スープ・ハンバーガーセット（フライドポテトとジュース（コーラ）付き）・ラーメンが用意されている（リメイク版である『ドラえもん 新・のび太の日本誕生』では、ハンバーグエビフライカレー・カツ丼・うな丼・スパゲッティ・コーンスープ・ハンバーガーセット（フライドポテトとジュース（コーラ）付き））。なお、外側のダイコン状の部分も食べることができ、温かな料理を入っている事を知らないのび太はそのまま食べたダイコンの味を「美味しい」と言っていた（葉の部分はドラえもんが「要らないから捨てて」と言っていたが、そちらも食べられるかは不明）。また、原始人であるククルは、原始時代にはまだ存在していないハンバーガーを初めて食べた。

## バタバタフライ
バタバタフライは、「バタバタフライ」（てんとう虫コミックススペシャル『ドラえもんカラー作品集』第1巻に収録）に登場する。
ランドセルのようなものにチョウを模した翅がついており、両手で翅をはばたかせることで本物のチョウのように空を飛べる。同じようにハチ型のバタバタフライもあり、こちらは胸部腹部もある着ぐるみ型。

## ばっ金箱
ばっ金箱（ばっきんばこ）は、「ばっ金箱」（てんとう虫コミックス第5巻に収録）に登場する。
貯金箱のような形をした小型ロボット。悪さや失敗をして叱られた相手から、1回につき10円の罰金を取り上げて自分の中にためこむ。そのため、いつの間にか充分な金をためることができる。前もって叱られそうな者について回ったり、金を取り上げる相手に電撃を加えたりもする。但し叱られる前にそれを回避すれば罰金は取られない。相手が現金を所持していない場合は、その者の部屋の貯金箱から金を取り上げるなど、狙った相手は決して逃さない。
記憶アイで対象者の顔を覚えさせると、記憶バンクに記憶される。対象者が叱られると、たとえ遠くで起こった出来事でもミミセンサーとアンテナで感知して駆けつける。お金を探すセンサーの付いているマネーハンドが、対象者の所持金から10円を確実に取り上げる。得たお金は四次元ボックスに格納される。また、対象者が10円玉以下の硬貨を持っていない場合は、50円玉以上の硬貨か紙幣を取り上げられる。その際、差額は返還されない。
テレビアニメ版では罰金100円。
映画『のび太とロボット王国』では罰金1000円になっている。

## 発光マット
発光マット（はっこうマット）は、「アニメ制作なんてわけないよ」（てんとう虫コミックス24巻に収録）に登場する。
アニメの動画を描くためのひみつ道具。机の上に敷くマットで、その名の通り光を放つ。描いた動画をマットの上に乗せ、その上に紙を置くと、光によって紙の下の動画が透けて見えるので、それを元に動きのある絵を描く。動画を描くことを補助するのみで、何枚も動画を描かなければならないという一般的なアニメ技術にもある労力は変わることはない。
機能上は市販品のトレス台と大差はない。発光マットと同様の品として、ELパネルを利用した薄型のものが現実に存在する。

## バッジ製造カメラ
バッジ製造カメラ（バッジせいぞうカメラ）は、「バッジを作ろう」（てんとう虫コミックス第5巻に収録）に登場する。
カメラの一種。シャッターを切ると写した物がバッジとなってカメラの裏側から出てくる。被写体は自動車、飛行機、人間、また図鑑などに写っている写真の怪獣や動物でもよい。自動シャッターの機能もある。
インスタント・ミニチュア製造カメラの一種で、フィルムの代わりにバッジの原料として、バッジ・フィルム、バッジ材料インクが入っている。バッジはバッジ合成ボックスで作られる。
カタログ番号：C-07、商品番号：C1071-K、価格：32000円。
作中では名称不明で、初出（『小学二年生』1972年5月号に掲載）時のサブタイトルが「ふしぎなカメラ」であることのみ確認できる。『ドラえもん全百科』を初めとするひみつ道具の事典 では一様に「バッジ製造カメラ」としている。またテレビアニメ第2作1期「バッジを作ろう」（「バッジを作ろう」のアニメ化作品。1981年2月4日放送、ビデオソフト未収録）では「バッジカメラ」としている。

## ハッスルねじ
ハッスルねじは、「ネジまいてハッスル!」（てんとう虫コミックス第11巻に収録）、「ションボリ、ドラえもん」（てんとう虫コミックス第24巻に収録）に登場する。
これを背中に当てて回すと、ぜんまいねじを巻いたように猛スピードで動くことができる。ねじの接地面が運動神経増幅磁波注入口になっている。
初登場話では名称不明で、初出（『小学二年生』1973年4月号に掲載）時のサブタイトルが「ふしぎなネジ」であることのみ確認できる。「ドラえもん大事典」（てんとう虫コミックス11巻に収録）および「ションボリ、ドラえもん」では名称を「ハッスルねじ」としている。
しかし、藤子の漫画にてひみつ道具の名称を「ハッスルねじ」と発表していたにもかかわらず、1979年7月発行のひみつ道具の事典 では「ハッスルねじ巻き」、1985年5月以降発行のひみつ道具の事典 では「ハッスルネジ巻き」としている（該当部分の内容は4冊の事典とも同一のものだが、1985年5月に『ドラえもんひみつ大事典』を発行して以降、このひみつ道具の表記を変更している）。同様に、1990年12月発行の百科本 では「ハッスルネジまき」としている。
テレビアニメ第2作第1期「ハッスルネジ巻き」（1996年6月28日放送、ビデオソフト未収録）では「ハッスルネジ巻き」、「ねじ巻き旅行記」（2003年1月24日放送、ビデオソフト未収録）では「ハッスルねじ巻き」（表記は公式サイト掲載の「ひみつ道具かたろぐ」にて確認）としている。
テレビアニメ第2作第2期「のび太くん、さようなら! ドラえもん、未来に帰る…」（「ションボリ、ドラえもん」（てんとう虫コミックス第24巻に収録）、「ハツメイカーで大発明」（てんとう虫コミックス第30巻に収録）のアニメ化作品。2006年9月1日放送）、「走れドラえもん！銀河グランプリ」（2011年9月9日放送）の劇中では、原作漫画と同様に「ハッスルねじ」と呼ばれているものの、公式サイト掲載の「ひみつ道具カタログ」では「ハッスルねじ巻き」としている。また、「ネジまいてハッスル！」（2021年4月17日放送）の劇中におけるテロップでも「ハッスルねじ巻き」としている。
『のび太と奇跡の島 〜アニマル アドベンチャー〜』（2012年）の漫画版では「ハッスルネジまき」、『のび太の地球交響楽』（2024年）のパンフレットでは、「ハッスルねじまき」としている。

## ハッピープロムナード
ハッピープロムナードは、「ハッピープロムナード」（てんとう虫コミックス第21巻に収録）に登場する。
プロムナードの絵が描かれた目測2メートルほどのシート。これを広げた上を歩くと、1歩進むごとに気持ちが明るくなる。起き上がる気力もないほど暗く落ち込んでいる人間でも、プロムナードを歩ききる頃には、大声で歌いだしたいほど爽快な気持ちになれる。ただし、本来の方向（路面の明るい色が広がっていく方向）と逆にプロムナードを歩くと、逆に暗い気持ちになってしまう。

## 初日の出セット
初日の出セット（はつひのでセット）は、「初日の出セット」（てんとう虫コミックス『ドラえもんプラス』6巻に収録）に登場する。
いつでもどこでも手軽に初日の出を楽しめるひみつ道具のセット。スプレータイプの「夜ガス」、「太陽」、「コントローラー」で構成される。夜ガスを人の顔に吹き付けると、その人の顔が煙状に覆われてその人だけは周囲が夜となる。その後でコントローラーで太陽を操作して一旦地面や床の中に沈め、さらに太陽を上へと昇らせることで、初日の出を拝むことができる。用途外だが、太陽の熱で餅を焼くことも可能である。

## ハツメイカー
ハツメイカーは、「ハツメイカーで大発明」（てんとう虫コミックス第30巻に収録）に登場する。
ドラミの出したひみつ道具。これにほしい道具をリクエストすると、その作り方を記した設計図が出てきて、それをもとに組み立てると、ドラえもんのものと同様の道具ができあがる。ドラミ曰く大抵の道具は作れるとのことで、のび太のように不器用な人間でも道具を作り上げることができる。材料箱と対にして使う。テレビアニメ第2作第2期では、ドラえもんも同じ道具を持っている。
のび太はこれで以下の道具を作った。
ゴキブリぼう
いじめっ子にいじめられたり親に叱られたとき、素早く逃げることができる帽子。ゴキブリの頭部を模したデザインとなっている。レーダーアンテナや魚眼レンズで敵を感知、コンピューターが逃げるコースを判断し、内側の電極で使用者の筋肉を動かす。またドラえもんも、後述の「ファイタースーツ」によるジャイアンとスネ夫の喧嘩を仲裁したことで、二人の怒りを買った際には、この道具に頼ろうとしていた。
空中歩行機
脚に装着する、関節を付けたパイプとベルトで出来た外骨格型の機械。踏み出した足が地面に着く前に次の足を出す、これを繰り返すことで空を歩く（飛ぶ）ことができる。超高速で歩行動作を行うので、一度使うだけで体力を恐ろしく使うらしい。
オールシーズン花だん
しずかのリクエスト。春夏秋、どの季節の花も同時に咲かせることのできる花壇。上からの太陽灯と下に張り巡らせた配水と温度調節のパイプにより、花に合わせた環境を作る。
ファイタースーツ
スネ夫とジャイアンのリクエスト。喧嘩用の大型ロボットで、頭部のコクピットで操縦する。どんな相手にも負けない。スネ夫は「どんな強いいじめっ子でもやっつけられる道具」、ジャイアンは「どんな強い相手でもいじめられる道具」と注文の仕方が若干違ったため、細部こそ多少の差異がある（スネ夫のものは四角を基調としたデザインで、ジャイアンのものは丸を基調としたデザイン）が、制作したのび太曰く「結局喧嘩する道具」であるため、おおまかな形状は似ている。作中では「ファイタースーツ」の名称はスネ夫が頼んだ方の設計図に描かれていた物で、ジャイアンが頼んだ方は違う名称の可能性もある。
ドラえもんとなかなおり機
ランドセルに機械の手を取り付けただけのもの。手が皿に入ったタマネギのみじん切りに、のび太の顔を押しつけて作為的に涙を流させた後、頭を下げさせる。これはドラえもんが「のび太が泣いて謝るまで許さない」と言ったことから作られた。
他にも「スポーツマンになれる薬」や、「こづかい製造機」、「テストで百点取れる鉛筆」などのリクエストもあったが、未製作に終わる。

## ハツラツン
ハツラツンは、「夜の世界の王さまだ!」（てんとう虫コミックス第6巻に収録）、『ドラ・Q・パーマン』（藤子・F・不二雄大全集第20巻に収録）に登場する。
瓶入りの錠剤。これを飲むと眠くならなくなり、疲れもしなくなる。効果は1錠で24時間有効。
名称は「夜の世界の王さまだ!」には登場せず、藤子が『ドラ・Q・パーマン』にて「ハツラツン」と名付けている。ひみつ道具の事典では、『ドラえもん全百科（ドラえもんオールひゃっか）』から『ドラえもんひみつ大事典』までは「ねむくならない薬」、『ドラえもんひみつ道具完全大事典』以降では「眠くならない薬」としている。テレビアニメ第2作第1期「夜の世界の王さまだ!」（1979年7月26日放送）では「ネムレー」、テレビアニメ第2作第1期「ひとつぶ24時間」（1996年7月26日放送）では「ひとつぶ24時間」としている。
『T・Pぼん』でも「ねむくならない薬」として登場している。

## パトローラースケートとけいぼう
パトローラースケートとけいぼうは、「パトローラー」（てんとう虫コミックススペシャル『ドラえもんカラー作品集』第6巻に収録）に登場する。
ローラースケートのような「パトローラースケート」と、警官の持つ警棒を模した「けいぼう」のセット。スケートを足に履いてけいぼうを手に持つと、スケートが悪事を感知して自動的にそこへ急行し、けいぼうがひとりでに動いて悪人を叩きのめす。スケートはのび太のように運動神経が鈍い者でも絶対に転ばず、備え付けられているアンテナで悪人の嘘を見破ることもできる。
探知する悪事の範囲は使用者自身も含むため、使用者が悪いことをしていた場合は、自分のけいぼうで自分を叩きのめすことになる。

## パトロール消防車
パトロール消防車（パトロールしょうぼうしゃ）は、「火災予定報知ベル」（てんとう虫コミックス第24巻に収録）に登場する。
「火災予定報知ベル」と併用する、ミニカーのような消防車。本来の火災予定報知ベルは火事の危険性を探知する道具だが、火事を起こす可能性を持つ人に近づかなければ働かない。この消防車に命令を下すと、無人でパトロールし、危険性を探知すると手元の報知ベルを鳴らして知らせてくれるので、家にいながらでも町中の火気を監視することができる。